# Ferran Marín i Ramos
Ferrán Marín Ramos (katalanisch Ferran Marín i Ramos; * 1974 in Tarragona) ist ein spanischer Herausgeber und Autor. Er schreibt seine Bücher auf Aragonesisch, Spanisch und Katalanisch.

## Leben
Ferran besuchte das Knabenseminar des Mercedarierordens in Reus, wo er als Elfjähriger erste Schreiberfahrungen und 1991 seinen Schulabschluss machte. Nach dem Universitätsvorbereitungsjahr in Zaragoza absolvierte er von 1992 bis 1995 ein Sozialarbeitsstudium an der Universitat Rovira i Virgili in Tarragona. Von 1995 bis 2005 arbeitete er als Planungsverantwortlicher für ein Logistikunternehmen. Anschließend hatte er verschiedene Jobs in der Logistik- und Hotelleriebranche und gab Weiterbildungskurse bei verschiedenen Bildungsträgern. Gleichzeitig betätigte er sich seit 2003 als Herausgeber und ist seit 2008 in der Denkmalpflege und im Kulturgüterschutz aktiv. Er war Mitglied der Königlichen Tarraconensischen Archäologischen Gesellschaft und zeitweilig als professioneller Denkmalpfleger und Kultur-Guide tätig. Er engagierte sich speziell auch im israelisch-aragonesischen Kulturaustausch zur Pflege des sephardischen Kulturerbes in seiner Heimat. Nebenbei schrieb er Sachbücher, Gedichte und historische Romane. Ferran Marín ist Mitglied des Rates für Aragonesische Sprache (Consello d'a Fabla Aragonesa) sowie der katalanischen Esperantistenvereinigung (Associació Catalana d’Esperanto / Kataluna Esperanto Asocio). Beruflich ist er heute als selbständiger Berufsausbildungsberater unterwegs, leitet Weiterbildungsmaßnahmen und gibt Kurse. Er lebt in dem Dorf Constantí (Provinz Tarragona).

## Schriftstellerische Tätigkeit
Neben seiner Faszination für Geschichte und für die Bergwelt gehört das Schreiben zu Ferran Maríns Leidenschaften. 1995 veröffentlichte er seine Abschlussarbeit El Hospital de Constantí, eine Abhandlung über die Geschichte des mittelalterlichen Armenhauses in seinem Heimatort, an der er zwei Jahre gearbeitet hatte. Anschließend publizierte er weitere historische Schriften und 1998 seinen ersten Roman, Gastó de Constantí, den er auf Katalanisch verfasste und damit in die Endausscheidung der siebten Ausgabe des Literaturwettbewerbs von Calafell (VII Premis Literaris Municipi de Calafell) gelangte. Zwei Jahre später stellte er seinen zweiten Roman fertig, Lorién de Borbuén, der auf Aragonesisch geschrieben ist und den er 2003 auf der von ihm mitorganisierten Plattform O Limaco Edizions veröffentlichte. Neben historischen Romanen schrieb er Gedichte, die er in den Anthologien Suspiros y definiciones (spanisch, unveröffentlicht 1999) und Fabla! (aragonesisch, Teruel 2000) zusammenstellte. Die 2008 erschienene Erzählung L’Arca de les Tres Claus / L’Arca d’as Tres Claus entstand als zweisprachiger (katalanisch-aragonesischer) Beitrag zum pyrenäischen Schriftstellertreffen (XIV Trobada d’escritors en o Pirineo). Sein 2014 in Bulbuente (Campo de Borja) veröffentlichtes Buch La Mora Encantada ist eine dramatische Bearbeitung des Legendenstoffs einer alten Ortssage. Im Jahr darauf veröffentlichte er eine Grammatik des Judenspanischen.

## Projekte (Auswahl)
- O Limaco Edizions, E-Book-on-Demand-Verlag für Minderheitensprachen (Herausgeber 2003–2009)
- Ambista. Rebista de patrimonio cultural aragonés, Zeitschrift für aragonesisches Kulturerbe (Gründung 2007, Herausgeber bis 2012)
- Banzo Azcón, Kulturgut- und Denkmalschutzverein in Luna (Provinz Zaragoza) (Leitung 2008–2011)
- Valdelibros Ediciones, Verlagsprojekt für Geisteswissenschaften, Kulturerbe und Minderheitensprachen (Leitung seit 2013)
- Cals d’Aragón, Kulturschutzunternehmen zur Entwicklung des jüdisch-aragonesischen Kulturerbes (seit 2014)

## Werke
- 1995: Historia del pío hospital de pobres de Constantí
- 1997: Aportaciones al estudio arquitectónico de la ermita de Sant Llorenç i Santa Llúcia
- 1998: Gastó de Constantí
- 2000: Fabla!
- 2000: Lorién de Borbuén
- 2008: L'Arca d'as Tres Claus
- 2009: Guía rápida de uso de yWriter5
- 2014: La Mora Encantada
- 2015: Gramática básica de Djudeo-espanyol